# ロバート・モーゲンソウ

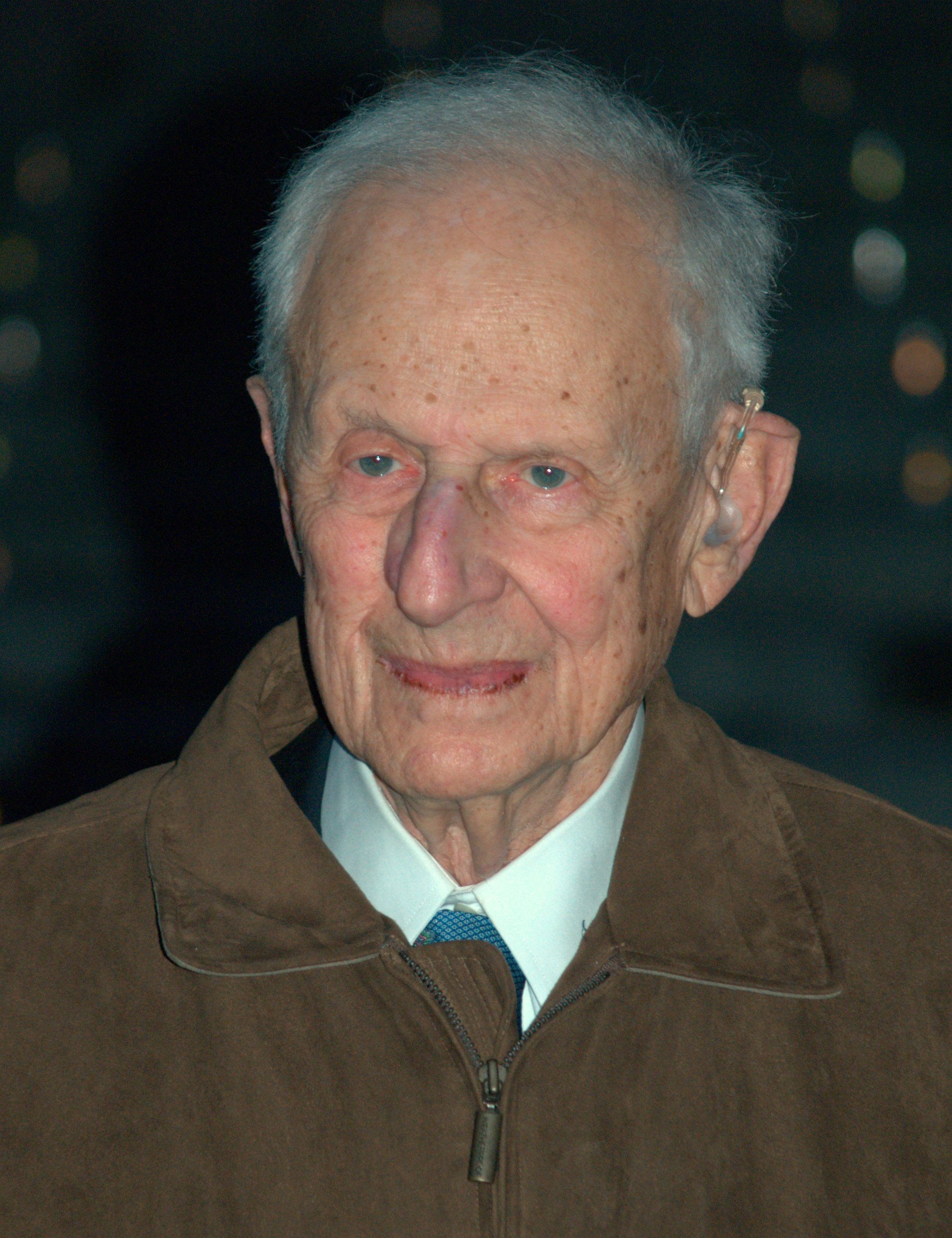
ロバート・モリス・モーゲンソウ

ロバート・モリス・モーゲンソウ（Robert Morris Morgenthau, 1919年7月31日 - 2019年7月21日）は、1975年1月1日から2009年12月31日までニューヨーク郡地方検事を務めた。

## 経歴
1919年、ロバート・モーゲンソウはフランクリン・ルーズベルト政権で財務長官を務めたヘンリー・モーゲンソウ・ジュニアの息子として誕生した。ロバート・モーゲンソウの祖父のヘンリー・モーゲンソウは不動産取引で財産を築いたニューヨークの著名な実業家であり、アメリカ合衆国大統領ウッドロウ・ウィルソンを財政的に支援した。ルーズベルト家のあるニューヨーク州ハイド・パークの近くにモーゲンソウ一家が住んでいたことから、ロバート・モーゲンソウはルーズベルトと親交を持ちながら成長した。
モーゲンソウはディアフィールド学園、アマースト大学を経てアメリカ海軍に入隊。第二次世界大戦期の4年間にわたって従軍し、最終的に少佐の階級を得た。海軍時代のほとんどを駆逐艦の艦上で過ごし、主に地中海と太平洋で活動した。
1948年、モーゲンソウはイェール法学大学院を卒業し、ニューヨーク市内の法律事務所で働き始めた。その後、1954年に事務所の共同経営者となり、1961年に当時のアメリカ合衆国大統領ジョン・F・ケネディからニューヨーク南地区の連邦検事に任命された。1962年、モーゲンソウはニューヨーク州知事の選挙に民主党から立候補したが、現職候補ネルソン・ロックフェラーに敗れた。選挙後、モーゲンソウはケネディによって再び連邦検事に任命され、続くリンドン・ジョンソン政権でも連邦検事に任ぜられた。
連邦検事に就任したモーゲンソウは証券詐欺を調査するための特別チームを組織し、国税庁の贈収賄事件やニューヨーク市の粉飾決算事件を公表するなどの活動を行った。
1969年1月、アメリカ大統領選挙でリチャード・ニクソンが当選すると、ニクソン政権はモーゲンソウに対して連邦検事を辞任するよう圧力をかけた。次第に増加する圧力に対してモーゲンソウは抵抗し、共和党の上院議員ジェイコブ・ジャヴィッツ、チャールズ・グッデルらとともにニクソン政権の圧力に対抗した。モーゲンソウはニクソン政権が都合の悪い事実を隠蔽するために圧力をかけているのではないのかと主張したが、モーゲンソウの情勢はますます悪化していった。そして1969年末、モーゲンソウは連邦検事の職を解任された。
その後、モーゲンソウはニューヨーク市の助役としてジョン・リンゼイ市長の下に就き、民主党からニューヨーク州知事に推薦されると助役を辞任した。ニューヨーク州知事選挙に出馬したモーゲンソウは、対立候補アーサー・ゴールドバーグやハワード・サミュエルスよりも多くの支持・資金を集めたが、わずか数週間で立候補を撤回した。そしてモーゲンソウは第一線を退き、1974年まで私生活に身を置いた。
1974年、モーゲンソウはフランク・ホーガンの死去により空席となったニューヨーク郡地方検事の補欠選挙に立候補した。そして、モーゲンソウはホーガンの代任を務めたリチャード・クーを破って当選した。
その後、8回再選されたが、2009年2月27日に再選を求めないと発表し、ニューヨーク郡地方検事の職を退職した。